# José Pedro de Sant'Ana Gomes
José Pedro de Sant’Anna Gomes (Campinas, 11 de agosto de 1834 — Campinas, 19 de abril de 1908) foi um compositor brasileiro e personagem importante da história da cidade de Campinas. 

## Primeiros anos
Sua infância foi marcada pela convivência com o seu irmão mais jovem, Antonio Carlos Gomes, e pelos ensinamentos musicais recebidos de seu pai nas aulas e na participação, como clarinetista, na banda marcial também de Manuel José Gomes. O início da atividade musical de Santana se confunde com a de Carlos Gomes, dois anos mais jovem. Conhecidos como Juca Músico e Tonico, cultivaram desde a infância uma grande amizade que os uniria por toda a vida. Estudaram nas mesmas escolas, compartilharam as temidas aulas de música do Maneco Músico, auxiliaram o pai nos serviços musicais na igreja e tocaram juntos na banda de música.

## Trabalho na Igreja
Após o falecimento de Manuel José Gomes, em 1868, José Pedro de Sant’Anna Gomes trabalhou na Igreja em substituição a seu pai. Sant’Anna regeu ainda a Orquestra do Teatro São Carlos e trabalhou na Igreja substituindo o pai, e compondo a música para a inauguração da Matriz Nova (atual Catedral Metropolitana de Campinas), depois de mais de 70 anos de construção. A inauguração se deu a 8 de dezembro no dia consagrado à padroeira, Nossa Senhora da Conceição, de 1883. Foi apresentada a obra Ave Maris Stela, para mezzo-soprano, viola d’amore (executada pelo próprio Sant’Anna) e orquestra. A parte vocal foi executada pelo  mezzo-soprano campineiro  Adelina  Lopes de  Souza  Gonçalves. A sucessão de Manuel José Gomes pelo seu filho José Pedro de Sant’Anna Gomes na Igreja, não se deu no nível de vinculação profissional (como era a atuação de Manuel José Gomes), mas aconteceu no nível de atuação musical e composição de peças sacras. A morte de Maneco Músico em 1868 é uma espécie de marco da mudança de atitude musical que passa a vigorar, da qual Sant'Anna Gomes foi um dos mais representativos, pois, em sua época, a música da igreja já não era tão onipresente na  vida musical, havendo espaços para outras manifestações musicais. Sant'Anna é um músico essencialmente ligado à atividade profana. Embora tenha atuado muitas vezes na igreja e escrito algumas composições religiosas, seu trabalho não está vinculado profissionalmente à igreja como o de seu pai, que na verdade, por contingências históricas, era um funcionário da igreja, sem espaço e tempo para outro tipo de trabalho.

## Trabalho civil e composições
Sant’Anna foi ainda vereador, juiz de paz, presidente da junta militar, comerciante e empresário. Como compositor, escreveu obras instrumentais (predominantemente quartetos e quintetos de cordas), obras orquestrais, vocais, duas óperas (Alda e Semira, esta segunda, inacabada) e peças para banda. A obra musical de Sant’Anna Gomes encontra-se preservada no Centro de Ciências, Letras e Artes – Museu Carlos Gomes